# Ceremonials Tour
Ceremonials Tour fue una gira mundial de conciertos de la banda de indie-rock Florence and the Machine. Organizado en apoyo del álbum del grupo de 2011 Ceremonials, la gira visitó estadios de 2011 a 2014. Comenzó en Nueva York (Estados Unidos), terminando en Varsovia (Polonia).

## Setlist de conciertos
Aunque no hubo un setlist de conciertos oficial en la gira, aquí podemos encontrar varios ejemplos:
- Summer Soul Festival[1]

1. "Only If for a Night"
2. "What the Water Gave Me"
3. "Cosmic Love"
4. "You've Got the Love"
5. "Something's Got a Hold on Me"
6. "Never Let Me Go" (Acústico)
7. "Between Two Lungs"
8. "Shake It Out"
9. "Dog Days Are Over"
10. "Rabbit Heart (Raise It Up)"
11. "Spectrum"
12. "No Light, No Light"

- Etapa 1: Reino Unido e Irlanda[2]

1. "Only If for a Night"
2. "What the Water Gave Me"
3. "Strangeness and Charm" (2, 5 y 6 de marzo)
4. "Seven Devils" (4, 8 de marzo)
5. "Cosmic Love"
6. "Between Two Lungs" (antes de: "Cosmic Love": 16 de marzo)
7. "Shake It Out"
8. "Dog Days Are Over"
9. "Breaking Down"
10. "Drumming Song" (10 de marzo)
11. "Lover to Lover" (9 de marzo)
12. "Heartlines" (Acústico)
13. "Leave My Body"
14. "All This and Heaven Too"
15. "You've Got the Love" (en los días: 9, 10, 15 & 16 de marzo antes "Never Let Me Go")
16. "Rabbit Heart (Raise It Up)"
17. "Spectrum"

Encore:
1. "Never Let Me Go" (en los días: 8, 9, 10, 15 & 16 de marzo)
2. "No Light, No Light" (en los días: 9, 10, 15 & 16 de marzo)

- Etapa 2: Europa

1. "Only If for a Night"
2. "What the Water Gave Me"
3. "Drumming Song"
4. "Cosmic Love"
5. "All This and Heaven Too"
6. "Rabbit Heart (Raise It Up)"
7. "Lover to Lover"
8. "You've Got the Love"
9. "Heartlines" (Acústico)
10. "Leave My Body"
11. "Sweet Nothing" (Acústico)
12. "Spectrum"
13. "No Light, No Light"

Encore:
1. "Shake It Out"
2. "Dog Days Are Over"

## Teloneros
- Laura Marling – (Chicago Theatre)[3]
- Two Door Cinema Club – (Midland Theatre)[4]
- Cowboy Indian Bear – (Midland Theatre)[4]
- The Head and the Heart – (WaMu Theater)[5]
- Mat Kearney – (WaMu Theater)[5]
- The Horrors – (UK & Irlanda marzo de 2012)[6]
- Spector – (UK & Irlanda marzo de 2012, salvo el 9 y 10 de marzo, y Europa)
- Theme Park – (9 de marzo)
- Alpines –  10 de marzo (Alexandra Palace)
- Blood Orange –  (Conciertos de primavera en Norteamérica, Australia y Nueva Zelanda) [7][8]
- The Walkmen –  (Conciertos de verano en Norteamérica) [9]
- The Maccabees –  (Conciertos de otoño en Norteamérica) [7]
- The Weeknd –  (Conciertos de otoño en Norteamérica) [7]
- Snow Patrol – (Phoenix Park, co-headlining)[10]
- The Temper Trap – (Phoenix Park)
- Haim – (UK & Irlanda diciembre de 2012)[11]
- Yna – (Gastón Park)

## Etapas de la gira
| Fecha                                  | Ciudad           | País             | Estadio                                   |
| -------------------------------------- | ---------------- | ---------------- | ----------------------------------------- |
| Festivales y apariciones promocionales |                  |                  |                                           |
| 13 de octubre de 2011                  | New York City    | Estados Unidos   | The Boom Boom Room                        |
| 15 de octubre de 2011                  | Brooklyn         | Estados Unidos   | The Creator's Project                     |
| 25 de octubre de 2011                  | Londres          | Reino Unido      | Hackney Empire                            |
| 15 de noviembre de 2011                | Sídney           | Australia        | Seymour Centre                            |
| 4 de diciembre de 2011                 | Chicago          | Estados Unidos   | Chicago Theatre                           |
| 5 de diciembre de 2011                 | Kansas City      | Estados Unidos   | Midland Theatre                           |
| 8 de diciembre de 2011                 | Seattle          | Estados Unidos   | WaMu Theater                              |
| 9 de diciembre de 2011                 | Oakland          | Estados Unidos   | Oracle Arena                              |
| 10 de diciembre de 2011                | San Diego        | Estados Unidos   | Valley View Casino Center                 |
| 11 de diciembre de 2011                | Los Ángeles      | Estados Unidos   | Gibson Amphitheatre                       |
| 24 de enero de 2012                    | São Paulo        | Brasil           | Anhembi Convention Center                 |
| 25 de enero de 2012                    | Río de Janeiro   | Brasil           | HSBC Arena                                |
| 28 de enero de 2012                    | Florianópolis    | Brasil           | Stage Music Park                          |
| 1 de febrero de 2012                   | Tokio            | Japón            | Akasaka Blitz                             |
| 14 de febrero de 2012                  | Eindhoven        | Países Bajos     | Effenaar                                  |
| Europa                                 |                  |                  |                                           |
| 2 de marzo de 2012                     | Dublín           | Irlanda          | The O2                                    |
| 4 de marzo de 2012                     | Bournemouth      | Reino Unido      | Bournemouth International Centre          |
| 5 de marzo de 2012                     | Cardiff          | Wales            | Motorpoint Arena Cardiff                  |
| 6 de marzo de 2012                     | Nottingham       | Reino Unido      | Capital FM Arena                          |
| 8 de marzo de 2012                     | Londres          | Reino Unido      | Alexandra Palace                          |
| 9 de marzo de 2012                     | Londres          | Reino Unido      | Alexandra Palace                          |
| 10 de marzo de 2012                    | Londres          | Reino Unido      | Alexandra Palace                          |
| 12 de marzo de 2012                    | Glasgow          | Scotland         | Scottish Exhibition and Conference Centre |
| 13 de marzo de 2012                    | Birmingham       | Reino Unido      | LG Arena                                  |
| 15 de marzo de 2012                    | Mánchester       | Reino Unido      | Manchester Arena                          |
| 16 de marzo de 2012                    | Newcastle        | Reino Unido      | Metro Radio Arena                         |
| 23 de marzo de 2012                    | Múnich           | Alemania         | Múnich Tonhalle                           |
| 24 de marzo de 2012                    | Berlín           | Alemania         | Columbiahalle                             |
| 25 de marzo de 2012                    | Hamburg          | Alemania         | Große Freiheit                            |
| 27 de marzo de 2012                    | París            | Francia          | Casino de París                           |
| 28 de marzo de 2012                    | París            | Francia          | Casino de París                           |
| 30 de marzo de 2012                    | Cologne          | Alemania         | E-Werk                                    |
| 31 de marzo de 2012                    | Brussels         | Bélgica          | Ancienne Belgique                         |
| 1 de abril de 2012                     | Ámsterdam        | Países Bajos     | Paradiso                                  |
| 3 de abril de 2012                     | Londres          | Reino Unido      | Royal Albert Hall                         |
| Norteamérica                           |                  |                  |                                           |
| 14 de abril de 2012                    | Santa Bárbara    | Estados Unidos   | Santa Bárbara Bowl                        |
| 15 de abril de 2012                    | Indio            | Estados Unidos   | Empire Polo Club                          |
| 17 de abril de 2012                    | Reno             | Estados Unidos   | Grand Sierra Resort                       |
| 18 de abril de 2012                    | Davis            | Estados Unidos   | Mondavi Center                            |
| 20 de abril de 2012                    | Phoenix          | Estados Unidos   | Comerica Theatre                          |
| 21 de abril de 2012                    | Las Vegas        | Estados Unidos   | Cosmopolitan of Las Vegas                 |
| 22 de abril de 2012                    | Indio            | Estados Unidos   | Empire Polo Club                          |
| 27 de abril de 2012                    | Minneapolis      | Estados Unidos   | Minneapolis State Theatre                 |
| 28 de abril de 2012                    | Milwaukee        | Estados Unidos   | Eagles Ballroom                           |
| 29 de abril de 2012                    | St. Louis        | Estados Unidos   | Peabody Opera House                       |
| 1 de mayo de 2012                      | Dallas           | Estados Unidos   | Palladium Ballroom                        |
| 2 de mayo de 2012                      | Houston          | Estados Unidos   | Bayou Music Center                        |
| 3 de mayo de 2012                      | New Orleans      | Estados Unidos   | Fair Grounds Race Course                  |
| 4 de mayo de 2012                      | Memphis          | Estados Unidos   | Tom Lee Park                              |
| 8 de mayo de 2012                      | New York City    | Estados Unidos   | Radio City Music Hall                     |
| 11 de mayo de 2012                     | Uncasville       | Estados Unidos   | Mohegan Sun Arena                         |
| 12 de mayo de 2012                     | Atlantic City    | Estados Unidos   | Borgata Events Center                     |
| Oceanía                                |                  |                  |                                           |
| 17 de mayo de 2012                     | Perth            | Australia        | Burswood Dome                             |
| 20 de mayo de 2012                     | Melbourne        | Australia        | Rod Laver Arena                           |
| 22 de mayo de 2012                     | Adelaida         | Australia        | Adelaida Entertainment Centre             |
| 24 de mayo de 2012                     | Sídney           | Australia        | Sydney Entertainment Centre               |
| 25 de mayo de 2012                     | Sídney           | Australia        | Sydney Opera House                        |
| 26 de mayo de 2012                     | Brisbane         | Australia        | Riverstage                                |
| 28 de mayo de 2012                     | Auckland         | Nueva Zelanda    | Vector Arena                              |
| Europa                                 |                  |                  |                                           |
| 22 de junio de 2012                    | Scheeßel         | Alemania         | Eichenring Scheeßel                       |
| 23 de junio de 2012                    | Tuttlingen       | Alemania         | Neuhausen Ob Eck                          |
| 24 de junio de 2012                    | Londres          | Reino Unido      | Hackney Marshes                           |
| 29 de junio de 2012                    | St Gallen        | Suecia           | Gallen Festival Grounds                   |
| 30 de junio de 2012                    | Arras            | Francia          | Citadelle Vauban                          |
| 1 de julio de 2012                     | Werchter         | Bélgica          | Werchter Festival Grounds                 |
| 6 de julio de 2012                     | Kinross          | Escocia          | Balado Airfield                           |
| 8 de julio de 2012                     | Dublín           | Irlanda          | Phoenix Park                              |
| Norteamérica                           |                  |                  |                                           |
| 20 de julio de 2012                    | Burnaby          | Canadá           | Deer Lake Park                            |
| 21 de julio de 2012                    | Auburn           | Estados Unidos   | White River Amphitheatre                  |
| 22 de julio de 2012                    | Troutdale        | Estados Unidos   | Edgefield Amphitheater                    |
| 25 de julio de 2012                    | Morrison         | Estados Unidos   | Red Rocks Amphitheatre                    |
| 26 de julio de 2012                    | Denver           | Estados Unidos   | Wells Fargo Theater                       |
| 29 de julio de 2012                    | Indianápolis     | Estados Unidos   | White River State Park                    |
| 30 de julio de 2012                    | Cleveland        | Estados Unidos   | Jacobs Pavilion at Náutica                |
| 31 de julio de 2012                    | Detroit          | Estados Unidos   | Fox Theatre                               |
| 2 de agosto de 2012                    | Toronto          | Canadá           | Molson Canadian Amphitheatre              |
| 3 de agosto de 2012                    | Montreal         | Canadá           | Parc Jean-Drapeau                         |
| 5 de agosto de 2012                    | Chicago          | Estados Unidos   | Grant Park                                |
| Europa                                 |                  |                  |                                           |
| 8 de agosto de 2012                    | Oslo             | Noruega          | Middelalderparken                         |
| 9 de agosto de 2012                    | Gothenburg       | Suiza            | Slottsskogen                              |
| 22 de agosto de 2012                   | Belfast          | Northern Ireland | Boucher Playing Fields                    |
| 25 de agosto de 2012                   | Reading          | Reino Unido      | Little John's Farm                        |
| 26 de agosto de 2012                   | Leeds            | Reino Unido      | Bramham Park                              |
| 7 de septiembre de 2012                | Isle of Wight    | Reino Unido      | Robin Hill Country Park                   |
| Norteamérica y México                  |                  |                  |                                           |
| 14 de septiembre de 2012               | Mansfield        | Estados Unidos   | Comcast Center                            |
| 15 de septiembre de 2012               | Wantagh          | Estados Unidos   | Nikon at Jones Beach Theater              |
| 16 de septiembre de 2012               | Saratoga         | Estados Unidos   | Saratoga Performing Arts Center           |
| 18 de septiembre de 2012               | Camden           | Estados Unidos   | Susquehanna Bank Center                   |
| 19 de septiembre de 2012               | Columbia         | Estados Unidos   | Merriweather Post Pavilion                |
| 21 de septiembre de 2012               | Raleigh          | Estados Unidos   | Raleigh Amphitheater and Festival Site    |
| 22 de septiembre de 2012               | Atlanta          | Estados Unidos   | Piedmont Park                             |
| 23 de septiembre de 2012               | Pensacola        | Estados Unidos   | Pensacola Beach                           |
| 25 de septiembre de 2012               | Tampa Bay        | Estados Unidos   | USF Sun Dome                              |
| 26 de septiembre de 2012               | Sunrise          | Estados Unidos   | BankAtlantic Center                       |
| 29 de septiembre de 2012               | The Woodlands    | Estados Unidos   | Cynthia Woods Mitchell Pavilion           |
| 30 de septiembre de 2012               | Dallas           | Estados Unidos   | Gexa Energy Pavilion                      |
| 1 de octubre de 2012                   | Kansas City      | Estados Unidos   | Starlight Theatre                         |
| 4 de octubre de 2012                   | Chula Vista      | Estados Unidos   | Cricket Wireless Amphitheatre             |
| 5 de octubre de 2012                   | Mountain View    | Estados Unidos   | Shoreline Amphitheatre                    |
| 7 de octubre de 2012                   | Los Ángeles      | Estados Unidos   | Hollywood Bowl                            |
| 8 de octubre de 2012                   | Los Ángeles      | Estados Unidos   | Hollywood Bowl                            |
| 10 de octubre de 2012                  | Albuquerque      | Estados Unidos   | The Pavilion                              |
| 12 de octubre de 2012                  | Austin           | Estados Unidos   | Zilker Park                               |
| 14 de octubre de 2012                  | Ciudad de México | México           | Foro Sol                                  |
| Europa                                 |                  |                  |                                           |
| 8 de noviembre de 2012                 | Londres          | Reino Unido      | Rivoli Ballroom                           |
| 20 de noviembre de 2012                | Milán            | Italia           | Mediolanum Fórum                          |
| 21 de noviembre de 2012                | Winterthur       | Suecia           | Eishalle Deutweg                          |
| 22 de noviembre de 2012                | Múnich           | Alemania         | Zenith                                    |
| 24 de noviembre de 2012                | Ámsterdam        | Países Bajos     | Heineken Music Hall                       |
| 25 de noviembre de 2012                | Antwerp          | Bélgica          | Lotto Arena                               |
| 27 de noviembre de 2012                | París            | Francia          | Zénith de París                           |
| 28 de noviembre de 2012                | Esch             | Luxemburgo       | Rockhal                                   |
| 30 de noviembre de 2012                | Düsseldorf       | Alemania         | Mitsubishi Electric Halle                 |
| 1 de diciembre de 2012                 | Berlín           | Alemania         | Treptow Arena                             |
| 2 de diciembre de 2012                 | Frankfurt        | Alemania         | Jahrhunderthalle                          |
| 4 de diciembre de 2012                 | Exeter           | Reino Unido      | Westpoint                                 |
| 5 de diciembre de 2012                 | Londres          | Reino Unido      | The O2 Arena                              |
| 6 de diciembre de 2012                 | Londres          | Reino Unido      | The O2 Arena                              |
| 8 de diciembre de 2012                 | Coventry         | Reino Unido      | Ricoh Arena                               |
| 9 de diciembre de 2012                 | Aberdeen         | Escocia          | Aberdeen Exhibition and Conference Centre |
| 10 de diciembre de 2012                | Liverpool        | Reino Unido      | Echo Arena                                |
| 12 de diciembre de 2012                | Dublín           | Irlanda          | The O2                                    |
| Asia                                   |                  |                  |                                           |
| 10 de mayo de 2013                     | Dubái            | Emiratos Árabes  | Nasimi Beach                              |
| Europa                                 |                  |                  |                                           |
| 1 de junio de 2013                     | London           | Reino Unido      | Twickenham Stadium                        |
| 10 de agosto de 2013                   | Kraków           | Polonia          | Kraków-Rakowice-Czyżyny Airport           |
| Sudamérica                             |                  |                  |                                           |
| 14 de septiembre de 2013               | Río de Janeiro   | Brasil           | Cidade do Rock                            |
| Europa                                 |                  |                  |                                           |
| 14 de junio de 2014                    | Varsovia         | Polonia          | National Stadium                          |

## Recepción
Florence and the Machine tocaron por primera vez en apoyo de Ceremonials en el The Boom Boom Room de la ciudad de Nueva York. La actuación fue patrocinada por la revista Interview, que Florence Welch apareció en la portada de octubre de 2011.
La banda tocó en el Seymour Centre en Sídney, Australia en noviembre, donde Florence actuó con un vestido de Jason Wu Fall 2011. The Daily Telegraph informó que el espectáculo del Seymour Center estaba agotado y calificó la actuación como "maravillosa" y "otro recuerdo musical impresionante".